# Jacques Blumenthal
Jacques Blumenthal (Hamburg, 4 d'octubre de 1829 – 17 de maig de 1908) fou un pianista i compositor alemany del Romanticisme.
Estudià composició a Viena i París, fou deixeble d'Herz i el 1849 passà a Londres, on es naturalitzà com a súbdit anglès. Va ésser pianista de la reina Victoria, dedicant-se també a l'ensenyament, i va escriure brillants composicions per a piano, i, inspirades cançons com Message i My Queen, les quals es feren populars ràpidament.